# Fievel - Um Conto Americano
An American Tail (bra/prt: Fievel - Um Conto Americano) é um filme de animação norte-americano lançado em 1986 do gênero musical e aventura dirigido por Don Bluth. O longa foi produzido pela Sullivan Bluth Studios e pela Amblin Entertainment e foi distribuído pela Universal Pictures.
O filme conta a história de um ratinho russo chamado Fievel, que é de uma família judia. Eles decidem emigrar para os Estados Unidos após sobreviverem a um ataque de gatos e sua casa ser destruída por um incêndio. Entretanto, durante a viagem de navio para Nova York, Fievel é acidentalmente jogado no mar e acaba separado de sua família. Após milagrosamente chegar nos Estados Unidos dentro de uma garrafa, o pequeno ratinho inicia sua busca pelos pais.
O filme também marca por ser a primeira participação do cineasta Steven Spielberg em uma animação (sendo produtor executivo do filme). Foi lançado nos cinemas norte-americanos em 21 de novembro de 1986, sendo aclamado pelas críticas além de ter sido um grande sucesso de bilheteria, sendo, inclusive, a maior bilheteria de uma animação não produzida pela Disney até então.

## Enredo
Na Rússia do Século XIX (mais precisamente em 1885) os Mousekewitzes (que é uma família de ratos judeus) vivem na modesta cidade de Shostka, dentro de uma casa onde também residem uma família de humanos chamada Moskowitz. Durante a celebração do Hanucá, o pai da família dos ratos Papa Mousekewitz dá o seu chapéu para seu filho, o simpático ratinho Fievel, e conta a história de um lugar maravilhoso chamado América, onde, segundo a sua crença, não há gatos. A celebração é interrompida quando uma bateria de cossacos passa pela aldeia onde residem e incendeiam sua casa, destruindo-a por completo. Os pobres ratos também enfrentam um ataque de gatos famintos, conseguindo escapar ilesos. Sem ter pra onde ir, os Mousekewitzes decidem se mudar para a América, onde creem fortemente que estarão livres dos felinos.
Em Hamburgo, na Alemanha, os Mousekewitzes embarcam num navio com destino a Nova York. A travessia através do Atlântico Norte é longa e se mostra bastante perigosa quando a embarcação enfrenta uma forte tempestade que faz com que Fievel seja acidentalmente jogado ao mar. Pensando que Fievel está morto, os Mousekewitzes continuam sua viagem a América como planejado, embora deprimidos pela perda do pequeno rato.
Fievel, no entanto, acaba sobrevivendo e flutua pelo mar dentro de uma garrafa e acaba chegando a Nova York. Ao chegar, o pequeno rato faz amizade com um pombo francês chamado Henri e então começa sua busca para encontrar sua família. Após ser enganado pelo vigarista Warren T. Rato, que leva Fievel para uma fábrica de tecidos para trabalhar como escravo, ele conhece Tony Toponi, um rato italiano que também é um dos escravos prisioneiros. Os dois decidem fugir a noite da fábrica. Salvos e livres, os dois novos amigos caminham pelos becos da pequena vila de ratos imigrantes de diversos lugares do mundo e acabam por conhecer Bridget, uma ratinha de origem irlandesa que cobra das "autoridades dos roedores" uma segurança maior contra os gatos. Depois da vila sofrer um ataque feroz de gatos, Fievel aprende que a América também possui gatos (ao contrário das histórias que antes ouvia de seu pai).
Bridget leva Fievel e Tony para ver Honest John (no Brasil: João Honesto), um político bêbado, mas de confiança que conhece todos os ratos eleitores que votam ativamente em Nova York para ver se o desastrado político conhece os Mousekewitzes e, assim, levar Fievel de volta a sua família. Todavia, como os Mousekewitzes ainda não foram registrados para votar, Honest John diz não conhecê-los e não pode ajudar Fievel a encontrá-los. Enquanto isso, a irmã mais velha de Fievel, Tanya, diz a seus pais que ela tem a sensação sombria de que Fievel ainda está vivo, porém tanto seu pai quanto a sua mãe preferem se conformar com o possível fato de que seu filho está morto e que nunca mais irão vê-lo novamente.
Liderados pela rica e poderosa rata Gussie Mausheimer, os roedores realizam uma reunião em uma praça pública para decidir o que fazer com os gatos. Warren T. Rato está cobrando dos ratos uma quantia em dinheiro sob a garantia de proteção a todos a qual ele nunca fornece. Ninguém tem qualquer ideia do que fazer sobre isso, até Fievel sugerir um plano para Gussie. Apesar dos Mousekewitzes também participarem da reunião, eles estão bem na parte de trás da platéia e são incapazes de ver que Fievel também está no palco com Gussie.
Os ratos, então, invadem um museu abandonado no Chelsea Piers e começam a esquematizar um projeto contra os gatos. No dia da execução do plano, Fievel acaba se perdendo e se depara com o esconderijo de Warren. Ele descobre que Warren é, na verdade, um gato disfarçado e que é líder de uma gangue felina chamada Maulers. Fievel acaba sendo descoberto pelos felinos e é capturado e preso dentro de uma gaiola, mas é logo solto por um membro relutante do bando, um gato pateta, de coração mole chamado Tiger, que se torna amigo de Fievel.
Fievel corre de volta para o cais com os Maulers correndo atrás dele quando Gussie ordena os ratos a executar o tal plano: um enorme rato mecânico (inspirado numa história que o Pai de Fievel contava para ele, O Rato Gigante de Minsk) que atira fogos de artifício persegue os gatos em direção ao cais e a plataforma onde um navio com destino a Hong Kong se prepara para inciar sua viagem. Durante o recolher da âncora, o navio acaba por levar também os gatos que se prenderam nela. Com os gatos longe dali, já no navio em alto mar, os ratos comemoram a vitória. No entanto, o gigantesco rato mecânico acaba causando um incêndio devastador no cais. Os bombeiros humanos chegam para combater o fogo e, durante isso, vários ratos são levados pela água das mangueiras dos bombeiros, inclusive Fievel.
Com isso, Fievel é levado pela água até um abrigo de ratos órfãos e cai em desespero quando o grupo de roedores daquele lugar convence Fievel de que ele jamais irá ver seus pais e que ele deve aceitar esse provável fato. Papa Mousekewitz ouve Bridget e Tony chamando Fievel em meio a confusão do incêndio, mas tem certeza de que pode haver um outro "Fievel" em meio ao fogo, até Mama Mousekewitz encontrar o seu chapéu. O ex-integrante dos Maulers Tiger lhes oferece uma carona e os ratos montam em seu pescoço em prol de um último esforço para encontrar Fievel. Os Mousekewitzs, enfim, se encontram com Fievel novamente. O filme termina com o pombo Henri levando todos para ver a recém inaugurada Estátua da Liberdade, dando início a uma nova vida para os Mouskewitzes nos Estados Unidos.

## Produção

### Desenvolvimento

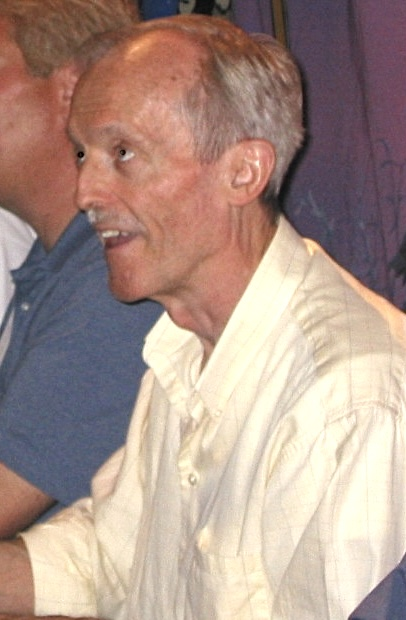
O Animador Don Bluth (2006)

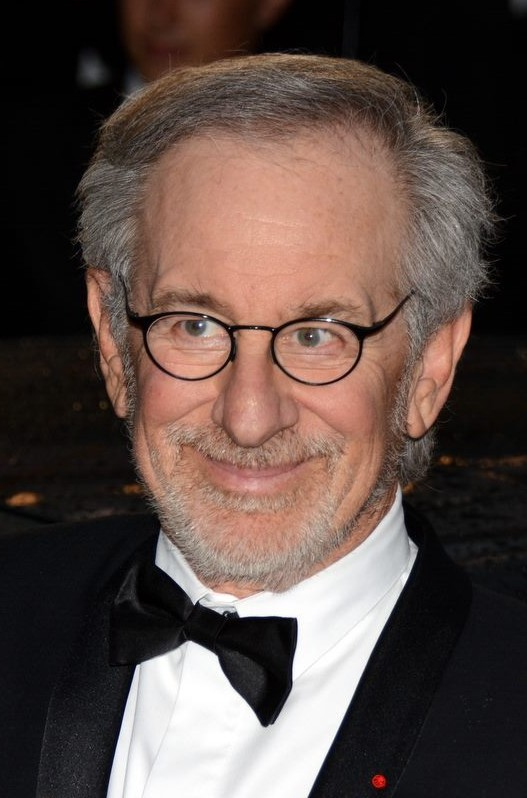
Steven Spielberg (2013)

A animação começou a ser produzida em Dezembro de 1984 com a colaboração de Steven Spielberg, Don Bluth e a Universal Pictures, sendo baseada em um história criada por David Kirschner. Spielberg pediu a Bluth que ele fizesse "uma coisa tão bonita quanto The Secret of NIMH". Em uma entrevista em 1985, Spielberg descreveu o seu papel na produção como "o primeiro na área de história, na qual consistiu em inventar incidentes para o script [...]"
O filme foi a primeira participação de Spielberg na área da animação. Apesar de, na época, já ter se consolidado e ganhado certa experiência no cinema com grandes clássicos como E.T. the Extra-Terrestrial e Back to the Future, Spielberg levou algum tempo para aprender que a adição de uma simples cena de dois minutos em uma animação levaria meses de trabalho para dezenas de pessoas da produção. Em 1985, ele declarou: "estou maravilhado com a animação, mas eu ainda não consigo acreditar que tudo é tão complicado."

### Roteiro
Originalmente, a trama do filme deveria consistir apenas em personagens animais (como por exemplo no filme Robin Hood), mas Bluth sugeriu que os ratos de An American Tail deveriam co-existir juntamente com personagens humanos, mostrando como exemplo The Rescuers da Disney a Spielberg, que logo concordou com a ideia.
Judy Freudberg e Tony Geiss (ambos vencedores do prêmio Emmy) foram escolhidos para expandir o roteiro. Quando o script ficou pronto, havia um problema: a história havia ficado extremamente longa. Com isso foram feitas várias mudanças e edições antes do lançamento do filme. Bluth se sentiu desconfortável com o nome do personagem principal, pensando que "Fievel" era um nome muito estranho de se ouvir, ficando preocupado com o público não gostar dele. Spielberg discordou. O personagem foi nomeado como uma homenagem ao avô materno de Spielberg, Philip Posner, (nome adaptado para o idioma iídiche Fievel). Steven Spielberg também cortou uma cena onde as ondas do mar se pareciam muito com monstros (quando Fievel cai do navio), sob a justificativa de que isso poderia assustar as crianças.
Na dublagem brasileira, Amanda Moraes (filha do músico Durval Ferreira) e Nana Vaz de Castro (filha da guitarrista Célia Vaz) foram selecionadas para dublar Fievel e sua irmã Tanya, respectivamente. Regina Werneck adaptou os textos e as canções do filme, que foram traduzidos por Rocha Spiegel. Moraes ganhou CZ$ 500 por hora de gravação.

### Animação
Bluth preferiu fazer o storyboard utilizando imagens inteiras, mas isso logo provou ser uma tarefa enorme. Larry Leker foi trazido para ajudar nesse processo, transformando esboços de Bluth em painéis finais do storyboard. Bluth então mostrou os resultados para Spielberg, explicando todo o trabalho detalhadamente. Steven ficou tão satisfeito com o storyboard que uma grande equipe de animadores foi trazida de diversas partes do mundo, principalmente da Irlanda, para finalizar o trabalho. Ainda foi discutido uma possível mudança da produção dos Estados Unidos para a Irlanda, mas Spielberg rejeitou a ideia sob o argumento de que Um Conto Americano produzido no exterior seria um tanto estranho.
A xerografia foi bastante utilizada no filme, o que ajudou muito na produtividade do longa. Os produtores poderiam gravar uma ação e em seguida, imprimir pequenas imagens térmicas em preto e branco da fita para usar como referência para ambos os personagens humanos e animais, um método de taquigrafia semelhante ao da rotoscopia técnica utilizado desde os primeiros dias de animação, em que sequências são filmadas em live action e traçadas manualmente para a animação. Eles também utilizaram o processo de construção de modelos para fotografá-los (usado na cena do navio no mar e no "Rato gigante de Minsk"), uma técnica também muito utilizada em diversos filmes da Disney.

### Dificuldades na produção
Durante a produção, os responsáveis pela trilha sonora do filme terminaram o projeto com atraso, chegando até mesmo a ameaçar o lançamento do longa. Por conta disso, várias cenas precisaram ser excluídas para economizar tempo e dinheiro e novas cenas curtas precisaram ser criadas o mais rápido possível para ajudar a ligar os pontos da história que foram perdidos nos cortes, às vezes fazendo a linha da história do filme parecer confusa. Cortes notáveis incluem a viagem dos Mousekewitzes pela Europa até Hamburgo, uma outra cena em que eles conhecem Tiger/Tigre quando ele fica preso em uma árvore, além do corte de uma música alegre que seria cantada por Fievel.
O filme também passou por algumas dificuldades financeiras. Bluth havia concordado em arcar US$ 6,5 milhões para produzir An American Tail (custo esse aumentado posteriormente para US$ 9 milhões). Don Bluth afirmou que sabia que seria difícil, mas sentiu que valeu a pena todo o sacrifício para trabalhar com Spielberg em um grande projeto. Entretanto, alguns salários de animadores e desenhistas ficaram atrasados durante um ano e meio; com isso, muitos funcionários do estúdio entravam com recursos jurídicos para cobrar o que Bluth lhes devia, dando origem a uma árdua batalha judicial entre o animador e os funcionários afetados que continuou durante a maior parte da produção. Foi por conta disso, inclusive, que mais tarde obrigou Bluth a se mudar para a Irlanda, onde ele afirma que é um lugar que lhe "oferece uma atmosfera mais favorável".

## Música
| Críticas profissionais | Críticas profissionais |
| Avaliações da crítica  | Avaliações da crítica  |
| Fonte                  | Avaliação              |
| ---------------------- | ---------------------- |
| Allmusic               | 3 de 5 estrelas.       |
| Filmtracks             | 4 de 5 estrelas.       |

Desde o princípio, Steven Spielberg queria que o filme fosse um musical. A trilha sonora do filme foi composta por James Horner, sendo criada na Inglaterra e executada pela Orquestra Sinfônica de Londres e pelo Coro do King's College de Cambridge. An American Tail ainda faz uma ligeira referência em uma cena de uma música cantada por Bing Crosby em 1947 chamada Galway Bay. Inicialmente Bluth e sua equipe não se mostraram satisfeitos com a primeira gravação da trilha, mas a música os agradou depois de sofrer uma edição. A trilha sonora se tornou um dos pontos mais fortes do filme.
Foi decidido que uma canção especial escrita por Linda Ronstadt (que na época namorava o cineasta George Lucas) seria cantada durante os créditos finais por um dueto entre ela mesma e James Ingram. "Somewhere Out There" acabou vencendo um Grammy e ainda foi indicada ao Oscar de Melhor Canção Original, e se tornou uma das canções mais populares de um filme de animação desde os anos 1950.
A trilha sonora original, contendo 14 faixas do filme foi lançada pela primeira vez em 21 de novembro de 1986 pela MCA Records e foi disponibilizado em fita cassete, discos de vinil e CD. Em 2013 o álbum foi re-lançado digitalmente pela Geffen Records no dia 5 de Fevereiro.
Devido a repercussão do filme, Somewhere Out There foi incluída na trilha sonora internacional da telenovela brasileira, "Brega & Chique", de Cassiano Gabus Mendes, exibida pela TV Globo em 1987. Na trama, a canção foi tema da personagem "Rosemere", defendida por Gloria Menezes.

### Faixas do album
1. "Main Title" (5:07)
2. "The Cossack Cats" (2:15)
3. "There Are No Cats in America" (3:00) – cantado por Papa Mousekewitz e pelos ratos italianos e irlandeses
4. "The Storm" (3:59)
5. "Give Me Your Tired, Your Poor" (2:44) –
6. "Never Say Never" (2:25) – cantado por Fievel, Henri, e as pombas fêmeas da Estátua da Liberdade
7. "The Market Place" (3:02)
8. "Somewhere Out There" (2:40) – cantado por Fievel e Tanya
9. "Somewhere Out There" (3:59) – cantado por Linda Ronstadt e James Ingram nos créditos finais
10. "Releasing the Secret Weapon" (3:38)
11. "A Duo" (2:38) – cantado por Fievel e Tiger/Tigre
12. "The Great Fire" (2:54)
13. "Reunited" (4:44)
14. "Flying Away and End Credits" (5:59)

## Recepção

### Crítica
O filme mantém uma taxa de aprovação de 68% no site agregador Rotten Tomatoes, com uma classificação média de 6,3 (numa variação de 1 a 10). A crítica de cinema Rita Kempley do jornal The Washington Post afirmou que o filme é "um conto brilhante sobre triunfos judeus que conquistou com facilidade muitos corações jovens", acrescentando ainda que o longa "reitera a felicidade e a homogeneidade, prepara as crianças para a fraternidade [...]" Em seu comentário para o Chicago Sun-Times, Roger Ebert deu duas de quatro estrelas para o filme, dando crédito para a animação, chamando-a de "completa e detalhada, melhorada por computadores [...]", mas que a história era muito "escura e sombria".
Enquanto a animação do filme foi extremamente elogiada, a história em si recebeu algumas críticas negativas. O crítico Vincent Canby do The New York Times deu duas estrelas de cinco, afirmando que "An American Tail parece bom, mas o conto em si é estúpido", afirmando ainda que seus pontos altos foram as cenas envolvendo os personagens Gussie Mausheimer e Tiger/Tigre.

### Bilheteria
An American Tail conseguiu arrecadar US$ 47 milhões nos Estados Unidos e US$ 84 milhões no mundo todo. Na época de seu lançamento, o filme tornou-se a maior animação não produzida pela Disney de maior bilheteria. Foi também um dos primeiros filmes de animação a conseguir ultrapassar em receita um concorrente direto da Disney, desbancando The Great Mouse Detective (outro filme de animação tradicional envolvendo ratos lançado também em 1986, mas quatro meses antes) que conseguiu arrecadar US$ 22 milhões mundialmente. No entanto, apesar de An American Tail conseguir uma ótima bilheteria, The Great Mouse Detective foi mais bem aceito pelos críticos de cinema, principalmente por Roger Ebert e Gene Siskel.
Don Bluth ainda conseguiu produzir, depois dessa animação, um outro grande sucesso comercial: Em Busca do Vale Encantado de 1988, que, assim como An American Tail, também conseguiu bater outra produção da Disney lançada simultaneamente (Oliver & Company). Todavia, depois que a Walt Disney Pictures começou sua era renascentista, Bluth não conseguiu emplacar mais nenhuma animação nas bilheterias mundiais (isso pode ser sentido logo em 1989, quando A Pequena Sereia venceu com facilidade em receita o modesto All Dogs Go to Heaven, também produzido por Bluth). Em 1997, Don Bluth voltou a se destacar na animação ao dirigir o filme Anastasia (que conseguiu arrecadar US$ 139 milhões), mas não conseguiu bater de frente com Hércules (que faturou mais de US$ 250 milhões).

### Prêmios e indicações
A animação ganhou o prêmio de "Melhor Filme de Animação" no Young Artist Awards de 1987. Os atores Phillip Glasser e Amy Green também receberam um prêmio de "Melhor Voz em uma Animação" pelos seus papéis como Fievel e Tanya. O filme também foi indicado na categoria "Melhor Filme de Fantasia" e "Melhor Música" na 14ª cerimônia do Prêmio Saturno em maio de 1987, perdendo para The Boy Who Could Fly e Little Shop of Horrors respectivamente.
A canção "Somewhere Out There", escrita por James Horner recebeu uma série de elogios, sendo nomeada como a "Canção do Ano" e a "Melhor Canção escrita especificamente para um filme ou televisão" pelo Grammy. A música também foi indicada ao Oscar e ao Globo de Ouro em suas respectivas categorias de "Melhor Canção Original".
| Cerimônia           | Categoria                                                               | Nomeado(s)(as)                               | Resultado |
| ------------------- | ----------------------------------------------------------------------- | -------------------------------------------- | --------- |
| Oscar 1987          | Melhor Canção Original                                                  | "Somewhere Out There"                        | Indicado  |
| ASCAP Award         | Melhor Canção Executada a Partir de um Filme                            | "Somewhere Out There"                        | Venceu    |
| BMI Film & TV Award | Melhor Canção Executada a Partir de um Filme                            | "Somewhere Out There"                        | Venceu    |
| Globo de Ouro       | Melhor Canção Original                                                  | "Somewhere Out There"                        | Indicado  |
| Grammy Award        | Melhor Canção escrita especificamente para um filme ou para a televisão | "Somewhere Out There"                        | Venceu    |
| Grammy Award        | Canção do Ano                                                           | "Somewhere Out There"                        | Venceu    |
| Prêmio Saturno      | Melhor Filme de Fantasia                                                | An American Tail                             | Indicado  |
| Prêmio Saturno      | Melhor Música                                                           | An American Tail                             | Indicado  |
| Young Artist Awards | Melhor Voz em uma Animação                                              | Phillip Glasser (Fievel) & Amy Green (Tanya) | Venceu    |
| Young Artist Awards | Melhor Filme de Animação                                                | An American Tail                             | Venceu    |

## Lançamento em mídia doméstica
O filme foi lançado em VHS em 1987 e em LaserDisc em 1991 pela MCA Home Video na América do Norte e CIC Vídeo internacionalmente. O lançamento em DVD ocorreu em 20 de janeiro de 2004 pela Universal Home Entertainment, com tela no formato 4:3 Pan and scan, sendo lançado nessa mídia juntamente com os filmes Em Busca do Vale Encantado e Balto. Em março de 2014, o filme foi lançado em Blu-ray totalmente remasterizado digitalmente, em formato widescreen (16:9). Em fevereiro de 2015, o filme foi relançado em DVD com o formato 16:9 incluso.

## Parque temático
Existe um parque temático do filme na Universal Studios Florida que contem diversos atrativos em tamanhos gigantes para as crianças tais como livros, óculos, botas de vaqueiro, e muito mais. É o único parque temático sobre o filme em toda a rede de parques da Universal.

## Sequências e legado
Devido ao sucesso, An American Tail teve 3 sequências (sem nenhuma participação de Don Bluth): Fievel Goes West, de 1991; The Treasure of Manhattan Island, de 1998; e The Mystery of the Night Monster de 1999.
Fievel Goes West foi dirigido por Phil Nibbelink e Simon Wells e também foi produzido por Steven Spielberg (desta vez com ajuda de Robert Watts). Lançado em 1991, o filme mostra as aventuras de Fievel e sua família quando eles se mudam de Nova York para o Velho Oeste Americano. Apesar de ter sido recebido com críticas mistas, o filme conseguiu uma bilheteria satisfatória nos cinemas, arrecadando um pouco mais de US$ 40 milhões. É a única sequência da série a ser lançada nos cinemas, visto que as próximas seriam lançadas diretamente em vídeo.
Também foi produzida uma série de TV de 13 episódios sobre o filme chamada Fievel's American Tails que foi ao ar pela CBS entre setembro e dezembro de 1992.
Fievel também serviu, posteriormente, como o mascote da empresa produtora de desenhos animados de Steven Spielberg, a Amblimation, aparecendo na logomarca da empresa até a dissolução da mesma em 1997. Em março de 2000, foi anunciado que o personagem também seria utlizado como um porta-voz oficial das crianças na UNICEF, com o diretor da organização das comunicações do ógrão Craig Kornblau declarando que "Fievel é um personagem popular e cativante para as crianças em todos os lugares do mundo", e "suas experiências de imigração (como é mostrado no filme) refletem as aventuras e triunfos de todas as culturas e de seus povos."